# Jamie Foxx
Eric Marlon Bishop (Terrell, Texas, 13 de desembre de 1967), més conegut com a Jamie Foxx, és un actor i cantant de R&B estatunidenc guanyador de l'Oscar al millor actor.

## Biografia
Després del divorci dels seus pares, fou adoptat pels seus avis a l'edat de 7 mesos. Diu que tingué una infància rígida als Boy Scouts i el cor de l'església. Estudià música a la universitat. Publicà un àlbum musical l'any 1994, Peep This, i cantà totes les cançons de la seva pel·lícula Any Given Sunday (1999). La seva vida canvià l'any 1989 quan, gràcies a una amiga, començà a actuar al Club de la Comèdia. Des d'aquell moment, fou contractat en diverses sèries de televisió fins que aconseguí la seva pròpia sèrie. Té una filla, Corrine, nascuda l'any 1995, que viu amb la seva mare.

## Discografia

### Àlbums
- 1995: Peep This #78 US
- 2005: Unpredictable #1 (3 setmanes) US [2xPlatí], #9 UK [Plata]
- 2008: Intuition

### Singles
| Any  | Cançó                              | Posició a la llista | Posició a la llista | Posició a la llista |
| Any  | Cançó                              | US Hot 100          | US R&B/Hip-Hop      | UK Singles Chart    |
| ---- | ---------------------------------- | ------------------- | ------------------- | ------------------- |
| 1994 | "Infatuation"                      | #92                 | #36                 | -                   |
| 1994 | "Experiment"                       | -                   | #88                 | -                   |
| 2005 | "Unpredictable" (amb Ludacris)     | #8                  | #2                  | #16                 |
| 2006 | "DJ Play A Love Song" (amb Twista) | #45                 | #5                  | -                   |
| 2006 | "Extravaganza" (amb Kanye West)    | -                   | #52                 | #43                 |
| 2006 | "Can I Take U Home "               | -                   | #48                 | -                   |

#### Col·laboracions
| Any  | Cançó                                            | Posició a la llista | Posició a la llista | Posició a la llista |
| Any  | Cançó                                            | US Hot 100          | US R&B/Hip-Hop      | UK Singles Chart    |
| ---- | ------------------------------------------------ | ------------------- | ------------------- | ------------------- |
| 2004 | "Slow Jamz" (Twista amb Jamie Foxx & Kanye West) | #1 [1 setmana]      | #1                  | #3                  |
| 2005 | "Gold Digger" (amb Kanye West)                   | #1 [10 setmanes]    | #1 [8 setmanes]     | #2                  |
| 2005 | "Georgia" (Ludacris amb Jamie Foxx & Field Mob)  | #39                 | #31                 | -                   |

#### Col·laboracions a àlbums
- 2003: MC Lyte, "Where Home Is" (de Da Undaground Heat, Vol. 1)
- 2004: Twista, "Slow Jamz" (de Kamikaze)
- 2005: 50 Cent, "Build You Up" (de The Massacre)
- 2005: Kanye West, "Gold Digger" (de Late Registration)
- 2005: Twista, "When I Get You Home" (de The Day After)
- 2005: DTP, "Georgia" (de Disturbing Tha Peace)
- 2006: T.I., "Live In The Sky" (de King)
- 2006: LL Cool J, "Best Dress" (de Todd Smith)

#### Aparicions a compilacions
- 2005: "Creepin'" (de So Amazing)

## Filmografia
- Toys (1992)
- The Truth About Cats & Dogs (1996)
- The great white hype (1996)
- Sexe sí... però segur (Booty Call) (1997)
- The players club (1998)
- Held up (1999)
- Any Given Sunday (1999)
- Bait (2000)
- Date from hell (2001)
- Ali (2001)
- Shade: Joc d'assassins (Shade)(2003)
- Breakin' all the rules (2004)
- Collateral (2004)
- Ray (2004)
- Stealth: L'amenaça invisible (Stealth) (2005)
- Jarhead (2005)
- Miami Vice (2006)
- Dreamgirls (2006)
- Damage control (2007)
- The Kingdom (2007)
- The Soloist (2008)
- Valentine's Day (2010)
- Django desencadenat (2013)
- White House Down (2013)
- Rio 2 (2014)
- The Amazing Spider-Man 2 (2014)
- A Million Ways to Die in the West (2014)
- Annie (2014)
- Com matar el teu cap 2 (2014)
- Baby Driver (2017)
- All-Star Weekend (2019)

## Premis i nominacions

### Oscars
| Any  | Categoria              | Pel·lícula | Resultat  |
| ---- | ---------------------- | ---------- | --------- |
| 2005 | Millor actor           | Ray        | Guanyador |
| 2005 | Millor actor secundari | Collateral | Nominat   |

### Globus d'Or
| Any  | Categoria                           | Pel·lícula                                 | Resultat  |
| ---- | ----------------------------------- | ------------------------------------------ | --------- |
| 2005 | Millor actor - Musical o comèdia    | Ray                                        | Guanyador |
| 2005 | Millor actor secundari              | Collateral                                 | Nominat   |
| 2005 | Millor actor - Minisèrie o telefilm | Redemption: The Stan Tookie Williams Story | Nominat   |

### Premis BAFTA
| Any  | Categoria                   | Pel·lícula | Resultat  |
| ---- | --------------------------- | ---------- | --------- |
| 2005 | Millor actor                | Ray        | Guanyador |
| 2005 | Millor actor de repartiment | Collateral | Nominat   |

### Premis Grammy
| Any  | Categoria                               | Pel·lícula                       | Resultat |
| ---- | --------------------------------------- | -------------------------------- | -------- |
| 2006 | Millor actuació vocal masculina R&B     | "Creepin'"                       | Nominat  |
| 2007 | Millor actuació vocal R&B - Duet o grup | "Love Changes" amb Mary J. Blige | Nominat  |
| 2007 | Millor col·laboració - Rap              | "Unpredictable" amb Ludacris     | Nominat  |
| 2007 | Millor àlbum - R&B                      | Unpredictable                    | Nominat  |
| 2010 | Millor àlbum - R&B contemporani         | Inuition                         | Nominat  |